# Loin des hommes
Loin des hommes è un film del 2014 diretto da David Oelhoffen.